# パレスチナの首相
パレスチナの首相（パレスチナのしゅしょう、アラビア語: رؤساء وزارات السلطة الوطنية الفلسطينية）は、パレスチナ自治政府に設置されている行政府の首長。
2003年、パレスチナ自治政府の行政改革を巡りアメリカ型の大統領制を思考するヤーセル・アラファートと首相職の導入を主張するマフムード・アッバースが対立。最終的に立法評議会で首相職を設置する基本法（憲法）改正案が成立し、首相職を置くこととなった。

## 首相一覧
| 代   | 氏名                     | 画像 | 就任日         | 退任日         | 出身党派 | 備考                                                      |
| ---- | ------------------------ | ---- | -------------- | -------------- | -------- | --------------------------------------------------------- |
| 1    | マフムード・アッバース   |      | 2003年5月19日  | 2003年9月6日   | ファタハ |                                                           |
| 2    | アフマド・クレイ         |      | 2003年10月7日  | 2005年12月18日 | ファタハ |                                                           |
| 臨時 | ナビール・シャアス       |      | 2005年12月18日 | 2005年12月24日 | ファタハ |                                                           |
| 3    | アフマド・クレイ         |      | 2005年12月24日 | 2006年3月29日  | ファタハ |                                                           |
| 4    | イスマーイール・ハニーヤ |      | 2006年3月29日  | 2007年6月15日  | ハマース | [ 1 ]                                                     |
| 5    | サラーム・ファイヤード   |      | 2007年6月15日  | 2013年6月6日   | 第3の道  | [ 2 ]                                                     |
| 6    | ラーミー・ハムダッラー   |      | 2013年6月6日   | 2019年4月13日  | ファタハ | [ 3 ]                                                     |
| 7    | ムハンマド・シュタイエ   |      | 2019年4月13日  | 2024年3月31日  | ファタハ | 2024年2月26日に辞任を表明し、後任の内閣発足まで暫定首相。 |
| 8    | ムハンマド・ムスタファ   |      | 2024年3月31日  | （現職）       | 無所属   | 2024年3月14日に首相に指名された。                         |